# Luigi Lucchini
Luigi Lucchini (Casto, 21 gennaio 1919 – Brescia, 26 agosto 2013) è stato un imprenditore italiano.

## Biografia
Figlio di Giuseppe, un artigiano che lavorava il ferro a Casto (BS), e di Rosina Freddi, famiglia di contadini della Val Sabbia e conduttrice di un'osteria, si diploma maestro elementare.

Entra nell'attività paterna e la trasforma iniziando a produrre tondini per il cemento armato; così quella che era una bottega di un fabbro diventa la prima acciaieria di Casto. Nell'immediato dopoguerra fonda il gruppo Lucchini, uno dei più importanti gruppi industriali italiani attivo nella siderurgia. Con una filosofia di fondo: "Ho sempre reinvestito gli utili in azienda". E comincia a comprare aziende in crisi: nel 1969 la ferriera di Carlo Antonini, il vero pioniere del tondino, nel 1974 la Wührer, l'azienda di birra che sette anni più tardi lo proietterà, attraverso uno scambio di azioni, nel mondo della finanza internazionale entrando con una quota dell'1% nella multinazionale Bsn Gervais Danone. Acquisirà anche l'1% del Banco Ambrosiano di Roberto Calvi. Vicino a Mediobanca e ad Enrico Cuccia, cercherà di utilizzare la finanza con accortezza, sempre come strumento a vantaggio della fabbrica; dirà: "Per arricchire il convento, non i frati". Finanzierà, insieme ad Adamo Pasotti e Evaristo Gnutti, la nascita del quotidiano Bresciaoggi in concorrenza con il già esistente Giornale di Brescia.
Nel corso degli anni settanta e ottanta il gruppo Lucchini decide di concentrarsi sulle produzioni a maggior valore aggiunto, come quello degli acciai speciali e di alta qualità. Il 15 novembre 1974 una banda composta da nomadi rapisce per strada il figlio Beppe, all'epoca ventiduenne. Beppe viene liberato dopo sei giorni e dopo aver pagato il riscatto di un miliardo e duecento milioni di lire.
Dal 1984 al 1988 fu presidente di Confindustria, subentrando a Vittorio Merloni e lasciando poi il posto a Sergio Pininfarina. Negli anni ottanta entrò anche nei "salotti buoni" della finanza italiana: infatti nel 1984 Lucchini entrò nella Gemina, con una quota dell'1,67%, facendo parte del sindacato di controllo, e nel 1987 entrò anche nel capitale di Mediobanca.
Negli anni novanta e anni duemila il gruppo Lucchini ha avuto la quota di maggioranza dell'importante stabilimento siderurgico di Piombino, che tuttora porta il suo nome e produce prodotti laminati lunghi di qualità (barre, vergelle, rotaie). Il 20 aprile 2005 Lucchini vara un aumento di capitale di Lucchini S.p.a. sottoscritto dal gruppo russo Severstal' che acquisisce così il 62% di quota azionaria, tenendo per sé e la sua famiglia il 29%.
Il 2 aprile 2007 riacquista una parte del Gruppo Lucchini, ossia il 100% di Lucchini Sidermeccanica S.p.a. (oggi Lucchini RS) per 215 milioni. Contemporaneamente la partecipazione in Lucchini S.p.a. scende al 20%. Nel 2009 è stato pubblicato un libro, ricco di fotografie d'epoca, che ricostruisce sotto forma di intervista la vicenda umana e professionale di Lucchini . Il 4 marzo 2010 Luigi Lucchini e la sua famiglia cedono a Severstal' l'ultima quota del 20% di Lucchini S.p.a., rimanendo dunque impegnati nella sola Lucchini RS, di cui il Cav. Lucchini è Presidente Onorario.
È scomparso il 26 agosto 2013, all'età di 94 anni.

## Cariche e riconoscimenti
- Dal 1978 al 1983 è presidente degli industriali di Brescia e membro della giunta di Confindustria.
- Dal 1980 al 1982 fa parte del Comitato Consultivo della Comunità Europea in rappresentanza dei produttori siderurgici privati.
- dal 1984 al 1988 è presidente di Confindustria

Presidente del consiglio di amministrazione di
- Banca Commerciale Italiana SpA
- Compagnia di Partecipazioni Assicurative e Industriali - Compart SpA
- Montedison
- Fondazione Lucchini
- Lucchini SpA

Amministratore unico di
- SINPAR - Società di Investimenti e Partecipazioni SpA

Vice Presidente di
- Consortium SpA
- Istituto di Cultura Bancaria

Consigliere di Amministrazione di
- Assicurazioni Generali (Membro anche del Comitato Esecutivo)
- Associazione Bancaria Italiana
- Eridania Bèghin Say S.A.
- ISPI - Istituto per gli Studi di Politica Internazionale
- Mediobanca
- Olivetti

Presidente del Sindacato di Blocco di
- Gemina

Fondatore di
- Lucchini SpA

## Controversie
Nei rapporti con il sindacato Lucchini è stato sempre considerato un "falco". Disse: "Lo sciopero non è un'arma che non ferisce, è un'arma che uccide. Ma uccide anche chi la impugna".
Marino Gamba, ex esponente della FIM CISL, peraltro, ammette che «a cavallo fra i Settanta e gli Ottanta, anche noi metalmeccanici non avevamo capito l'entità della crisi che stava avanzando e non cogliemmo le esigenze di flessibilità». Ma ciò non toglie che, a suo avviso, «Lucchini fu cinico e spregiudicato fino al punto di far crollare la produzione nei suoi stabilimenti pur di piegare il sindacato e di ripetere spesso che i suoi guadagni migliori li aveva fatti investendo in scioperi».
La Segreteria Nazionale della CGIL in una nota ha pubblicato che «Luigi Lucchini nelle relazioni sindacali è stato un interlocutore anche aspro ma attento e rispettoso del ruolo del sindacato».
Due ex dirigenti della FIOM bresciana (Osvaldo Squassina e Umberto Duina) che ebbero rapporti diretti con il Lucchini per rivendicazioni sindacali si sono dissociati da tale giudizio, inviando una lettera aperta a Susanna Camusso, ricordando che «Lucchini perseguì sempre l'obiettivo di eliminare il sindacato dalle aziende del gruppo» e che «la Magistratura eseguì diverse sentenze di condanna per attività anti sindacale»; ricordano gli scontri per la difesa dei diritti e del ruolo sindacale nelle aziende del gruppo; sostengono inoltre che «le stesse norme per la sicurezza venivano sistematicamente disattese e la stessa Magistratura è intervenuta disponendo il fermo degli impianti». La Segreteria Nazionale CGIL non ha dato alcun seguito ufficiale a tale lettera.